# Кашмірська брама

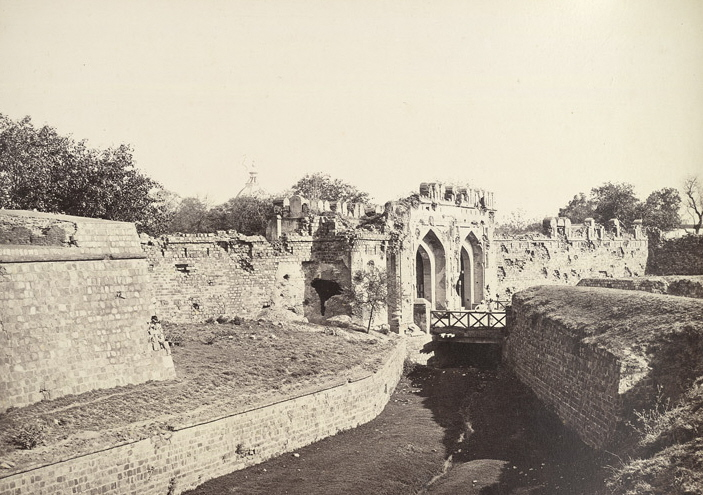
Кашмірська брама, близько 1858 року

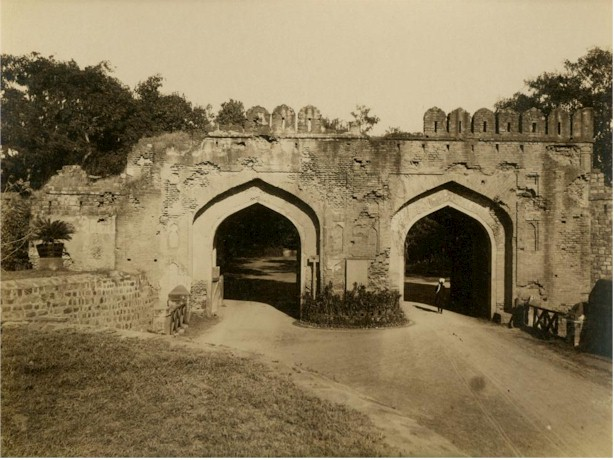
Кашмірська брама, близько 1865 року

28°39′59″ пн. ш. 77°13′44″ сх. д. / 28.666388888889° пн. ш. 77.228888888889° сх. д.

Кашмірська брама (англ. Kashmiri Gate, або Kashmere Gate, гінді कश्मीरी गेट, урду کشمیدی گیٹ) — брама у Делі, що слугувала північною брамою укріпленого Старого Делі. Вона була збудована за проектом британського військового інженера Роберта Сміта в 1835 році та названа так через те, що через неї проходила дорога на Кашмір.
Зараз за назвою брами називають і навколишню місцевість Північного Делі біля стін Старого Делі, біля неї знаходяться Червоний форт, Міжміський автовокзал, залізничний Вокзал Олд-Делі, і станція метро «Кашмірська брама».
Коли британці почали селитися в Делі в 1803 році, стан стін старого міста був досить поганий, що опинилося важливим під час облоги Делі силами маратхів в 1804 році. В результаті британці підсилили стіни та збудували нову браму, біля якої, в колишньому районі могольської знаті, й почали переважно селитися. Брама зіграла найбільше військове значення у вересні 1857 року, під час облоги Делі британськими військами протягом Повстання сипаїв. Брама була практично знищена британською артилерією, що привело до захоплення Делі, а швидко після цього й пригнічення повстання.
Після 1857 район став центром моди й торгівлі міста, яким залишався до заснування Нью-Делі в 1931 році. В 1965 році частина брами була зруйнована для прокладення автодороги, з цього ж часу брама потрапила під охорону Археологічного товариства Індії.

## Ресурси Інтернету
- Achievements of Delhi's Traffic Planners